# Syntomeida niveifascia
Syntomeida niveifascia là một loài bướm đêm thuộc phân họ Arctiinae, họ Erebidae.